# Веттій Юст (коректор)
Веттій Юст (*Vettius Iustus, д/н — 353) — державний діяч пізньої Римської імперії.

## Життєпис
Походив з аристократичного роду Веттіїв. Син Веттія Юста, консула 328 року, та Нерації. Завдяки впливу родин батька (мали вплив в центральній Італії та Римі) та матері (її брати були консулами, а сестра Гала була дружина Юлія Констанція, сина імператора Костянтина I) став сенатором.
Можливо за імператора Костянтина II був коректором віа Фламінія. За часів правління імператора Константа було призначено коректором (намісником) Піцену. Втім з невідомих причин Веттій був налаштований проти імператора. Підтримав заколот Магненція, за якого незабаром видав свою доньку. В подальшому усіляко підтримував зятя. Після поразки останнього потрапив у полон до імператора Констанція II, який наказав стратити Веттія Юста.

## Родина
- Констанцій
- Цереал
- Юстина, дружина: 1) узурпатора Магненція; 2) імператора Валентинаіана I